# Маурис де Вале
Маурис де Вале (хол. Maurice De Waele, IPA: ; 27. децембар 1896 — 14. фебруар 1952) бивши је белгијски професионални бициклиста у периоду од 1921. до 1931. године. Највећи успех у каријери Де Вале је остварио 1929. године, када је освојио Тур де Франс.

## Каријера
Маурис де Вале је почео професионалну каријеру 1921. као индивидуалац. Прве године је освојио Тур Велгије (хол. Ronde van België), док је наредне године имао више успеха. Освојио је трке Брисел—Лијеж и Брисел—Луксембург и национално првенство, а на Туру Белгије завршио је други. Освојио је национално првенство у сајкло кросу, док је у друмској вожњи био други. 1923. освојио је само трку Арлон—Остенде, док је завршио други на националном првенству и на класику Париз—Брисел. 1924. освојио је етапу на Туру Белгије, а 1925. је освојио трку Балгелока. 1926. освојио је трку Париз—Менин.
1927. Де Вале је возио Тур де Франс по први пут. Победио је на две етапе и освојио је друго место у генералном пласману, 1 сат и 58 минута иза победника Николаса Франца. Франц је победио и наредне године, а Де Вале је завршио трећи, уз две етапне победе. Године 1928. Де Вале је освојио Тур Баскијске земље (шп. Vuelta Ciclista al País Vasco).
Тур Баскијске земље, освојио је и наредне године, уз друго место на Туру Белгије. А затим је уследила круна каријере, освајање Тур де Франса. Де Вале је био лидер до седме етапе, када му се два пута пробушила гума. То га је коштало жуте мајице, а три возача су завршила са истим временом, Николас Франц, Андре Ледик и Виктор Фонтан. Фонтан је био лидер, док није поломио бицикл и повукао се. Франц је имао истих проблема, па је и он испао из борбе. Де Вале се разболио, али је успио да победи на етапи 20 и освоји Тур. Након његове победе, организатор Тура, Анри Дегранж је увео забрану учествовања комерцијалних тимова и увео националне тимове, који су се задржали на Туру 20 година.
Де Вале се вратио на Тур де Франс 1931. године и завршио је на петом месту. Исте године је освојио Тур Белгије, а затим је завршио каријеру.